# Bulbine quartzicola
Bulbine quartzicola är en grästrädsväxtart som beskrevs av G.Williamson. Bulbine quartzicola ingår i släktet bulbiner, och familjen grästrädsväxter. Inga underarter finns listade i Catalogue of Life.